# Jean-Baptiste-Camille Corot
Jean-Baptiste-Camille Corot (16 tháng 7 năm 1796 tại Paris - 22 tháng 2 năm 1875 tại Paris) là một nghệ sĩ thị giác và họa sĩ uyên bác người Pháp đến từ thủ đô Paris. Ông là một trong những nhân vật quan trọng nhất và cũng là một trong những nghệ sĩ thị giác tài giỏi của Pháp thời thế kỉ XIX. Ông bắt đầu trở nên nổi tiếng bởi bức tranh "The Bridge at Narni" được tạo vào năm 1826. Ngoài ra, ông cũng là một trong những người phát triển các bức tranh của mình về chủ nghĩa hiện thực, Barbizon school, Chủ nghĩa lãng mạn, Realism, Tân cổ điển và Nghệ thuật hiện đại.

## Tác phẩm nghệ thuật

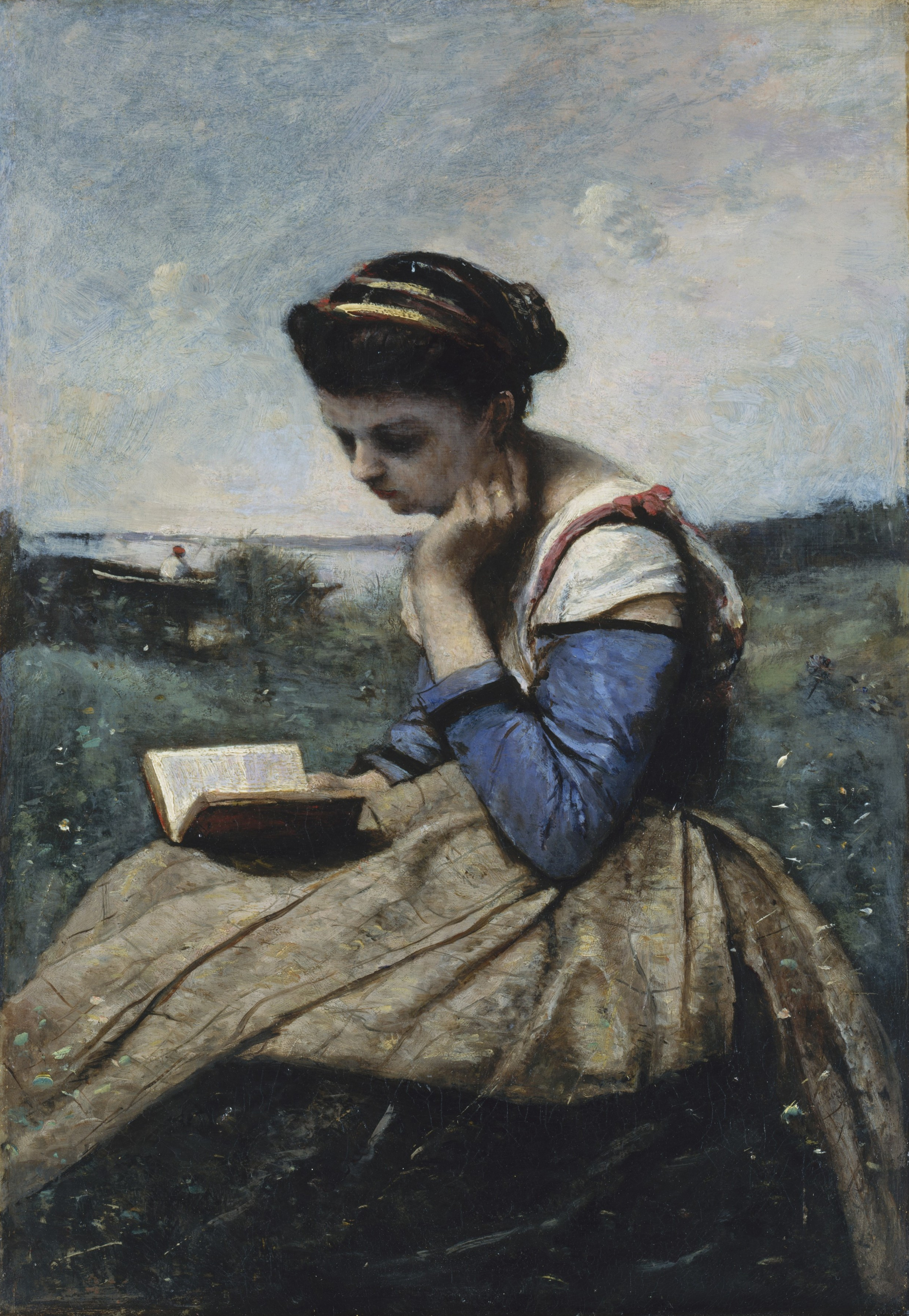
Bức tranh một người phụ nữ đang đọc sách, một trong những bức tranh tuyệt trần của Jean-Baptiste-Camille Corot, vẽ vào khoảng năm 1869 - 1870.

Jean-Baptiste-Camille Corot không vẽ nhiều, ông chỉ vẽ đước khoảng 24 bức tranh tuyệt trần. Sau đây là những bức tranh của ông đã được trưng bày trên các bảo tàng ở Pháp:
- Souvenir de Mortefontaine (1864)
- Morning, the Dance of the Nymphs (1850)
- The Bridge at Narni (1826)
- Orpheus Leading Eurydice from the Underworld (1861)
- Hagar in the Wilderness (1835)
- The Woman with a Pearl (1870)
- Woman Reading in a Landscape (1869)
- Interrupted Reading (1870)
- Le concert champêtre (1857)
- Forest of Fountainbleu (1846)
- Landscape with Lake and Boatman (1839)
- The Gardens of the Villa d'Este, Tivoli
- Clump of Trees at Civita Castellana (1826)
- Houses near Orléans (Maisons aux Environs d'Orléans) (1830)
- The Bath of Diana (Le Bain de Diane) (1855)
- Italian Landscape (Site d'Italie, Soleil Levant) (1835)
- Seine Landscape near Chatou (1858)
- Orpheus Leading Eurydice (Orphee entrainant Eurydice) (1860)
- Souvenir of Coubron (1872)
- View from the Farnese Gardens, Rome (1826)
- A Pensive Girl (1870)
- Souvenir of Italy (1827)
- Seine and Old Bridge at Limay (1872)
- View of Olevano (1827)
- Ville-d'Avray (1865)